# Anisia pullata
Anisia pullata är en tvåvingeart som beskrevs av Wulp 1890. Anisia pullata ingår i släktet Anisia och familjen parasitflugor. Inga underarter finns listade i Catalogue of Life.